# Helmar Schwarzbach
Helmar Schwarzbach (* 9. März 1943) ist ein ehemaliger deutscher Fußballtorwart.

## Karriere
Schwarzbach kam vom Mülheimer Spielverein 07 zu Fortuna Düsseldorf. Bei der Fortuna spielte er erst bei den Amateuren, bevor er in der Saison 1966/67 sein Debüt in der Bundesliga gab. Unter Trainer Kuno Klötzer absolvierte er elf Spiele. Spektakulär war sein Debüt mit Düsseldorf in der Bundesliga: Der Aufsteiger aus der Regionalliga West startete mit einem 2:1-Auswärtserfolg beim Europacup-Sieger Borussia Dortmund in die Bundesliga. Schwarzbach hütete das Fortunen-Tor und bildete zusammen mit Hans-Josef Hellingrath, Gert Wünsche, Horst Häfner, Werner Biskup und Werner Lungwitz die Defensive der Rheinländer, welche den prominent besetzten BVB-Angriff mit Reinhard Libuda, Horst Trimhold, Sigfried Held, Wilhelm Sturm und Lothar Emmerich vor 42.000 Zuschauern nur zu einem Treffer kommen ließ. Am 34. Spieltag, den 3. Juni 1967, beendete er mit einer 1:2-Niederlage beim Hamburger SV die Runde auf dem 17. Tabellenplatz. Uwe Seeler und Gert Dörfel waren in der 78. beziehungsweise 80. Spielminute die Siegtorschützen des HSV.
Nach dem Abstieg blieb Schwarzbach bei Fortuna Düsseldorf und nahm hinter dem WM-Torhüter von 1962 in Chile, Wolfgang Fahrian, die Reservistenrolle ein. Er kam 1967/68 zu einem Regionalligaeinsatz und nahm zur Runde 1968/69 ein Angebot von SC Fortuna Köln an und unterschrieb in der Kölner Südstadt. Beim Verein von Präsident und Mäzen Hans Löring kam er in seiner ersten Saison in der zweitklassigen Regionalliga West auf 19 Einsätze. Er debütierte am 18. August 1968 bei einer 0:2-Heimniederlage gegen den VfL Bochum an der Seite von Mitspielern wie Karl Lambertin, Friedhelm Otters und Karl-Heinz Struth. Ab 1969/70 übernahm Wolfgang Fahrian den Stammtorhüterposten bei Fortuna Köln und Schwarzbach kam in den nächsten vier Runden lediglich noch zu sieben weiteren Regionalligaeinsätzen. Im Jahr der Vizemeisterschaft und des Aufstiegs in die Fußball-Bundesliga, 1972/73, kam er im Februar/März 1973 unter Trainer Martin Luppen zu vier Einsätzen. In der Bundesligasaison 1973/74 war er Reservist ohne Einsatz und beendete im Sommer 1974 seine höherklassige aktive Spielerlaufbahn.

## Privates
Schwarzbach war Speditionskaufmann.

## Erfolge
Fortuna Düsseldorf
- Aufstieg in die Bundesliga: 1966

Fortuna Köln
- Aufstieg in die Bundesliga: 1972